# リベザル
リベザル（Ribesal。またはルベザル (Rubezal)）は、ポーランドとチェコスロバキアの国境につらなるリーゼン山地（現今のクルコノシェ山脈）に棲むと伝わる山の精ないし悪霊（コラン・ド・プランシーに拠る）。
リューベツァール（ドイツ語: Rübezahl）とドイツ語で称する。リーゼン山地というのもドイツ語で「巨人の山地」を意味している。
ボヘミア生のドイツ人天文学者ヨハンネス・プレトリウスがその伝説を集めて、世に知らしめた。
リーゼン山地は、細かく言えばボヘミアとシレジアにまたがっている。その一部は、シレジアにヒルシュベルク地方郡が地方郡としてプロイセン王国におかれ、1945年までドイツ領であったが、現在はポーランド領カルコノスキー郡である。
一説にはノームの王ともされる。また、山頂を雲で覆い隠したり、大嵐を起こしたりするとされる。
『地獄の辞典』では非常に個性的な姿で描かれている。禿げた頭に日本の天狗のような長い鼻をし、首のまわりには木葉が生えており、胴体は樽、右手は蟹のハサミ、左手は甲虫の足、右足は山羊、左足は鳥になっている。そして右手には二股のフォークを握っている。この絵により、リベザルが有名な悪魔になったのは想像に難くない。